# Parafia Podwyższenia Krzyża Świętego i Niepokalanego Poczęcia Najświętszej Maryi Panny w Gdyni
Parafia pw. Podwyższenia Krzyża Świętego i Niepokalanego Poczęcia Najświętszej Maryi Panny w Gdyni – parafia rzymskokatolicka usytuowana w dzielnicy Witomino w Gdyni. Należy do dekanatu Gdynia-Śródmieście, który należy z kolei do archidiecezji gdańskiej.
Obecnym proboszczem parafii jest ks. Piotr Szamocki.

## Historia
Parafia została ustanowiona 1 stycznia 1933 roku. Pierwszym proboszczem został ks. Józef Mowiński, zamordowany później przez hitlerowców w lasach Piaśnicy. Pierwszy drewniany budynek kościoła spalił się pod koniec II wojny światowej w wyniku działań wojennych. Nowy kościół został poświęcony 8 grudnia 1947 roku przez biskupa Kazimierza Kowalskiego. Po budowie drugiego budynku kościoła parafia dostała drugie wezwanie Niepokalanego Poczęcia Najświętszej Maryi Panny.

## Proboszczowie
Źródło:
- ks. Józef Mowiński (1933–1939) – zamordowany w lasach Piaśnicy przez Niemców w 1939
- ks. Paweł Lubiński (1939–1945) – administrator parafii
- ks. Robert Józef Rompa (1945–1947) – budowniczy obecnej świątyni i administrator parafii
- ks. Lucjan Dambek (1947–1949) – dokończył budowę kościoła
- ks. kan. Władysław Szulta (27.10.1949 – 31.08.1988)
- ks. prał. Zygfryd Leżański (1.09.1988 – 1.07.2008) – za jego kadencji wybudowano dom parafialny i pomnik Matki Bożej Gdyńskiej
- ks. kan. Tadeusz Balicki (1.07.2008 – 1.07.2014)
- ks. Piotr Szamocki (od 1.07.2014) – za jego kadencji rozbudowano i gruntownie wyremontowano kościół